# Palimna infausta
Palimna infausta là một loài bọ cánh cứng trong họ Cerambycidae.